# منصورية (باسخن)
منصورية (بالفارسية: منصوریه) هي قرية تقع في إيران في البلدة المركزية. يقدر عدد سكانها بـ 543 نسمة بحسب إحصاء 2016.